# 남산공원 (천안시)
남산공원은 용주정을 중심으로 1968년에 공원으로 조성되었다. 충혼비와 시민헌장비, 산책로와 종합 놀이대, 게이트볼장 등의 시설을 갖추고 있다.

## 용주정(龍珠亭)
현재 용주정(龍珠亭)이 있는 곳은 조선시대 제사를 지내던 사직단 자리였다. 일제강점기 때에 일본 신사가 있었던 자리였으나 해방 후 철거되었다. 현재의 누각은 1963년에 현재 중앙초등학교 앞에 있던 천안군 객사를 헐어내고 그 일부를 옮겨 사직단이 있던 자리 옆에 지은 것이다.

## 천안시시민헌장비
남산공원에 있는 천안시민헌장비는 천안 아우내장터에서 있었던 독립만세운동의 시작을 알렸던 매봉산의 횃불을 비석의 상징으로 하여 시민헌장 전문과 본문이 새겨졌다.

### 천안시시민헌장의 내용 [시행 1995.10.25.]
전문
"삼거리로 이름난 우리 천안을 예부터 교통의 요지로서 새산업 새문화가 나날이 발전하고 있는 살기 좋은 고장입니다.
우리는 흐뭇한 이 고장에서 알찬 삶의 보람을 이룩하기 위하여 이 헌장을 마련하고 한결같이 지켜 나가기에 힘을 다합시다."
본문
1. 어른을 섬기고 어린이를 사랑하며 참되고 예의바른 생활을 합시다.

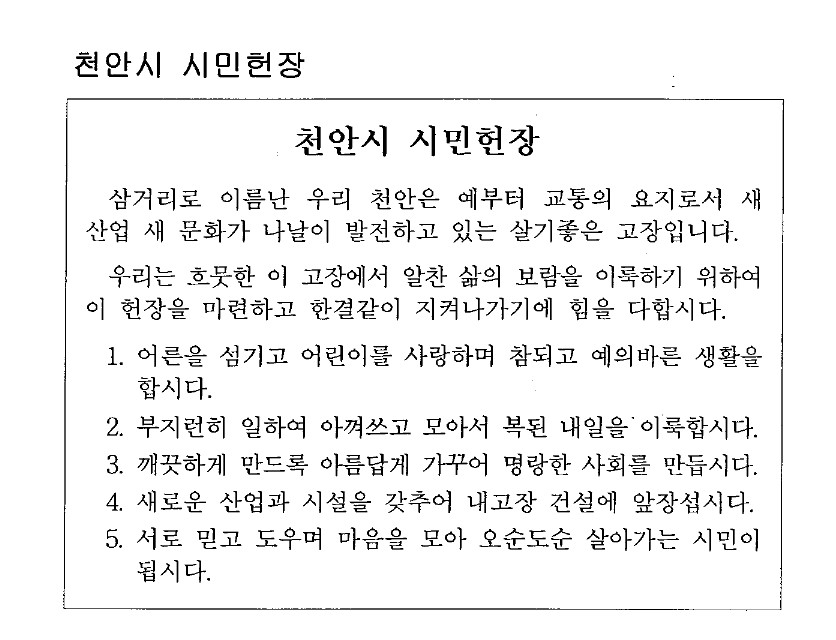
천안시시민헌장

2. 부지런히 일하여 아껴쓰고 모아서 복된 내일을 이룩합시다.
3. 깨끗하게 만들고 아름답게 가꾸어 명랑한 사회를 만듭시다.
4. 새로운 산업과 시설을 갖추어 내고장 건설에 앞장섭시다.
5. 서로 믿고 도우며 마음을 모아 오손도손 살아가는 시민이 됩시다.

## 갤러리

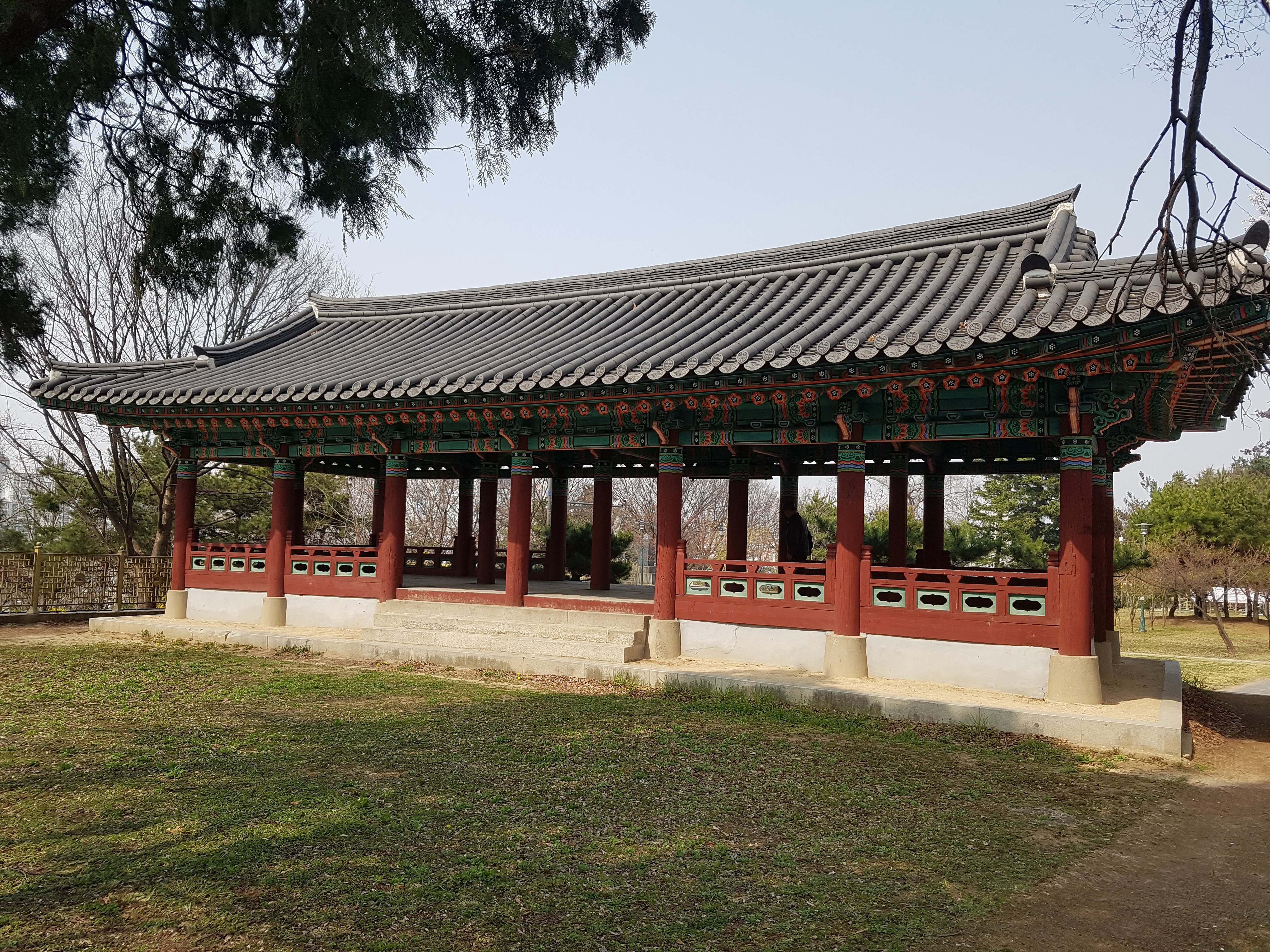
천안객사의 일부였던 용주정
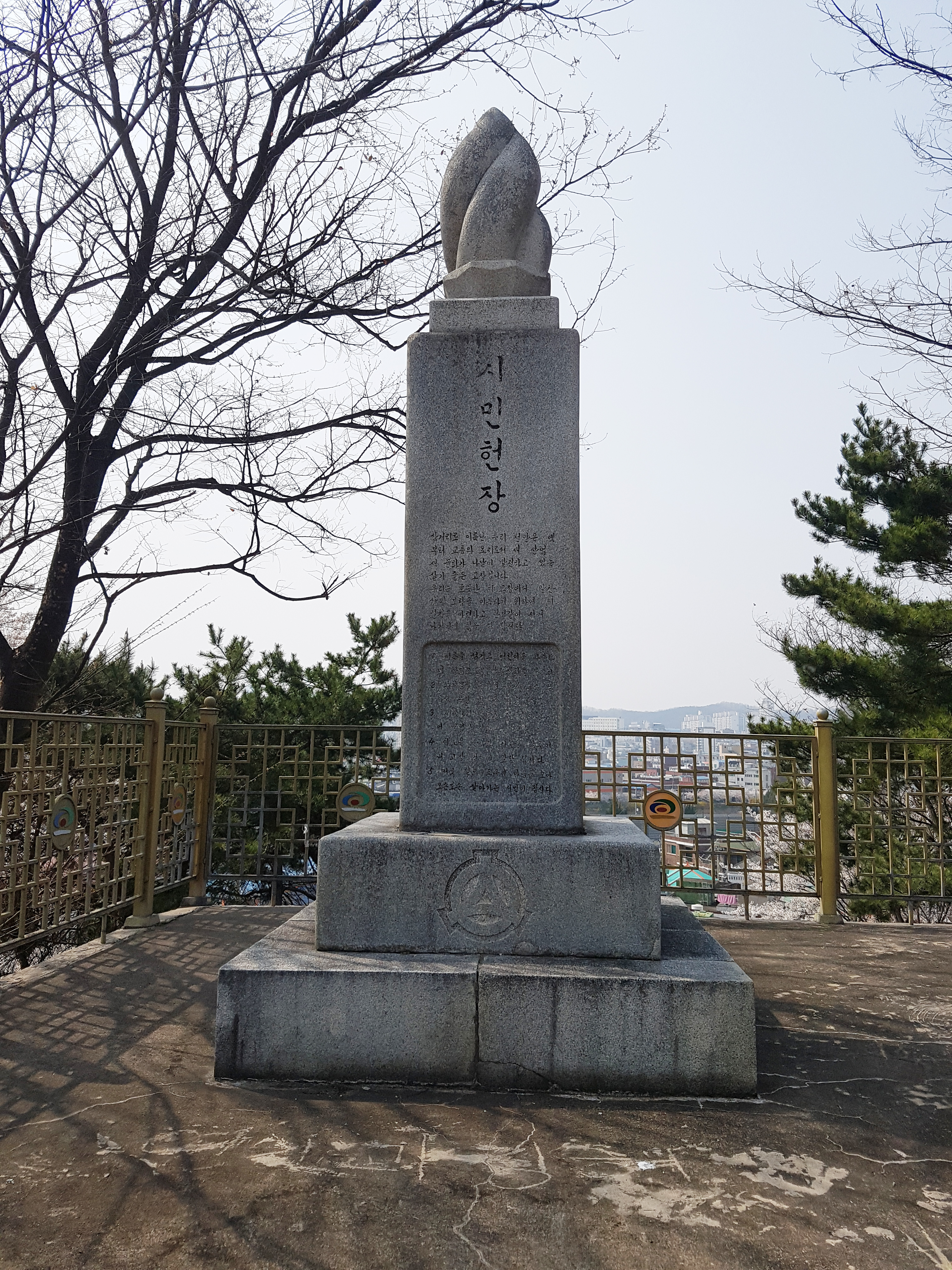